# Gaston Leval
Gaston Leval (Saint-Denis, 20 de octubre de 1895 - París, 16 de abril de 1978),  de nombre original Robert Piller, fue un anarcosindicalista francés, combatiente e historiador de la revolución social española.

## Biografía
Hijo de un comunardo francés, Leval huyó a España en 1915 para evadir el servicio militar. Una vez allí ingresó al sindicato anarquista CNT. Fue uno de los enviados del sindicato al tercer congreso de la Internacional Comunista, junto a Andrés Nin, Jesús Ibáñez, Joaquín Maurín e Hilario Arlandis, en 1921. Leval se retiró a Argentina durante la dictadura de Primo de Rivera, donde viviría de 1923 a 1936, retornando a España para documentar la revolución y las colectividades anarquistas urbanas y rurales.
Propone una "interpretación libertaria de la historia" herramienta propia del anarquista, que para él debía hacer contrapeso al materialismo histórico marxista. Leval iniciaría una revisión sobre los grandes problemas que plantea el anarquismo, rechazando encuadrar a éste dentro de esquemas cerrados, y alejándose de interpretaciones simplistas. Leval plantea el hecho de que la revolución es algo serio y que no se puede seguir improvisando la reconstrucción social con romanticismo; es necesario entonces un plan constructivo partiendo de las realidades sociales.

Parte de una doble desconfianza, frente a la pretensión de trazar criterios rígidos para la revolución y frente al no menos peligroso desconocimiento de sus problemas. [...] Por eso, entiendo que hoy no se debe escribir abstractamente, ni hacer novela revolucionaria, con programas o moldes que son panaceas universales imposibles que corren el peligro de impregnar de falsos conceptos a quienes en ellos se fían. Es quizás más difícil trabajar sobre la realidad, pero es seguramente más provechoso.
Gaston Leval